# Victory Boulevard

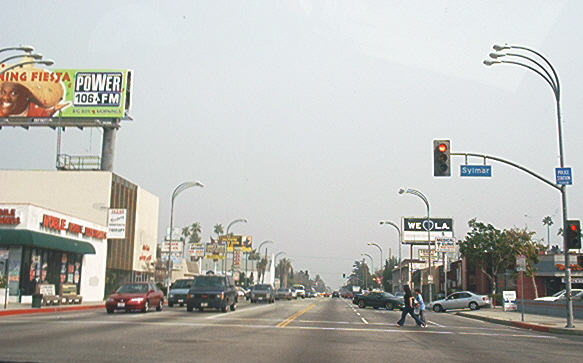
Victory Blvd. przy Van Nuys

Victory Boulevard – ulica w Los Angeles, głównie w dzielnicy San Fernando Valley biegnąca ze wschodu na zachód. Rozciąga się od West Hills do Burbank. Długość – ok. 40 km (25 mil). Podczas wyznaczania dzielnicy Van Nuys w 1911 roku Victory Blvd. nosiła nazwę 7th Avenue (Siódma Aleja), w 1916 zmieniono nazwę na Leesdale Avenue. Obecną nazwę nosi od lat 20., na cześć żołnierzy wracających z frontów I wojny światowej.